# Libertà FC
Libertà Futsal Club är ett svenskt futsallag.

## Historik
- Säsongen 2019-2020 vann kval till SFL.

Seriespel
| Season    | Division                                  | Place / Playoff |
| --------- | ----------------------------------------- | --------------- |
| 2018/2019 | Div.2 Herrar Bohuslän DM Futsal 2018/2019 | 1th             |
| 2018/2019 | Kval till Div 1                           | 1th             |
| 2019/2020 | Futsal div. 1 Västra Götaland             | 2rd             |
| 2019/20   | Kval Till SFL                             | 1nd             |
| 2020/21   | Svenska Futsalligan                       | Pågår           |